# Lähkma
Die Lähkma (estnisch: Lähkma jõgi) ist ein Fluss im Südwesten von Estland. Sie ist ein rechtsseitiger Zufluss des Flusses Reiu.
Die Lähkma entspringt in der Nähe des Moors Kikepera soo rund 25 km südöstlich von Pärnu, fließt nach Westen ab und mündet oberhalb von Metsaääre in den Fluss Reiu, dessen Lauf die estnische Nationalstraße 6 folgt, die von Pärnu nach Valga führt.
Die Länge der Lähkma beträgt 39,6 km, das Einzugsgebiet 203,7 km².